# Øyeren

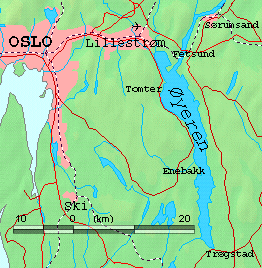
Karta över Øyeren.

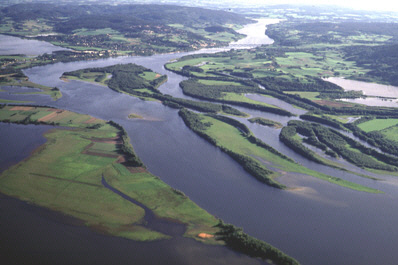
Glommas mynning i norra Øyeren.

Øyeren är en sjö i Akershus och Østfold fylken i den sydöstra delen av Norge. Älven Glomma rinner genom sjön som täcker en yta på 85 km². Det största djupet är på 71 meter. Deltat som ligger på norra sidan, där Glomma rinner ut i Øyeren, är ett naturreservat. Sjön är Norges artrikaste med 25 olika fiskarter.
Ett sågverk fanns i trakten redan på 1530-talet och timmer  flottades i Øyern till 1985. Vid Glommas mynning ligger sorteringsanläggningen Fetsund Lenser som idag är museum.